# 卡蘭杜拉瀑布

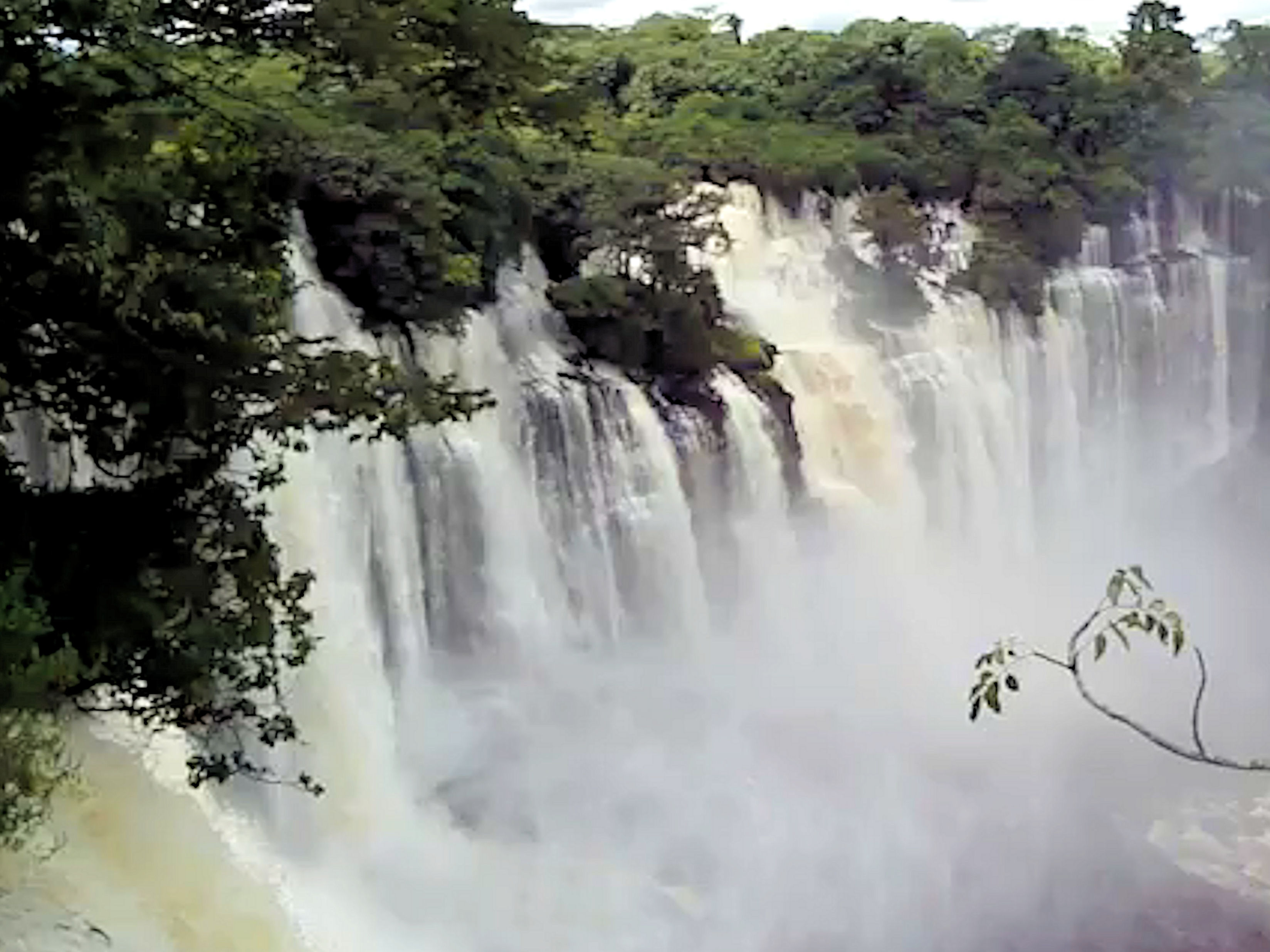
卡蘭杜拉瀑布

卡蘭杜拉瀑布（Kalandula Falls）安哥拉的瀑布，位於該國馬蘭哲省的廣薩河支流河道上，距離首都羅安達約420公里，瀑布長410米，高度105米，是非洲第二大瀑布。